# HUMINT
HUMINT (human intelligence, svenska: personbaserad inhämtning) är underrättelseinhämtning genom personkontakt, i motsats till mer tekniska inhämtningsmetoder som SIGINT, IMINT (image intelligence) och MASINT (measurement and signature intelligence). Inom den svenska Försvarsmakten utförs personbaserad inhämtning med särskilda metoder bland annat av Kontoret för särskild inhämtning, som är en del av Militära underrättelse- och säkerhetstjänsten.